# Yuri Mochanov
Yuri A. Mochanov (ruso: Юрий А. Мочанов, Leningrado, 8 de noviembre de 1934-Kiev, 20 de octubre de 2020) fue un arqueólogo ruso, doctor en ciencias históricas, especializado en la arqueología del Paleolítico y de las primeras etapas de ocupación humana en el nororiente de Asia.

## Carrera profesional
Se graduó en 1957 en la facultad de Historia de la Universidad Estatal de Leningrado. Trabajó como investigador principal del Centro de Arqueología del Ártico y Paleoecología Humana y fue director Adjunto para la Ciencia de la República de Sajá (Yakutia). Doctor en ciencias históricas, se especializó en la Arqueología de las etapas antiguas de la ocupación humana del noreste de Asia.

## Trabajos de investigación
Como director de la "Expedición Arqueológica Prilénskaya" exploró diversos lugares del Asia Nororiental, en la región delimitada por el occidente por el río Yeniséi, por el oriente por la costa del Pacífico, por el norte por el Océano Ártico y sus islas y por el sur por la cuenca del río Amur. Descubrió y estudió más de mil sitios arqueológicos del hombre antiguo, desde el Paleolítico hasta la cultura ranneyakútskoy del siglo XVIII. 
Sus investigaciones más conocidas son las realizados sobre la cultura Dyuktái, que se originó en la cuenca del río Aldán. Fue descubierta y caracterizada por primera vez en la Cueva Dyuktái, en Yakutia, en estratos que datan hasta 14 000 adP, pero su horizonte se extiende en el tiempo, desde sitios como Ust-Mil 2, Ezhantsy e Ikhine con dataciones de 35 000 adP.
Mochánov estableció una correspondencia entre las sucesivas culturas del nororiente de Asia y las migraciones que poblaron América. Según su hipótesis la cultura Dyuktái que se difundió en hacia desde hace 35.000 hasta hace aproximadamente 10 500 años, estaría relacionada con una migración ocurridas durante el Pleistoceno superior hacia Norteamérica; en tanto dos migraciones del Holoceno, habrían sido protagonizadas, una por grupos relacionados con la Cultura Sumnagin del final del Pleistoceno, originada en la cuenca media del río Lena hace 10 500 y que se prolongó hasta hace 6 500 años, y la otra relacionada con la Cultura Belkachi, originada hace 5200 años, que correspondería con el horizonte paleoesquimal conocido como Tradición Microlítica Ártica.
Descubrió en Diring Yuriaj, cuenca del Lena, a 140 km al sur de Yakutsk en Siberia, herramientas de piedra olduvayenses, que tras numerosas polémicas han sido datadas por termoluminiscencia en 260 000 a 370 000 años antes del presente.
Con la arqueóloga Svetlana Fedoséieva, publicaron una exposición amplia de sus investigaciones, sobre la arqueología del nordeste de Asia y sus relaciones con la llegada del hombre a América: Arqueología, el Paleolítico en el Nordeste de Asia, un origen no tropical de la humanidad y las primeras etapas del poblamiento de América.

## Distinciones
Yuri Mochanov fue miembro de la Academia de Ciencias de la URSS; miembro de la Academia Rusa de Ciencias Naturales entre 1991 y 2020; además miembro de la Academia de Ciencias de la República de Saja (Yakutia), la Academia de Ciencias de Nueva York, la Sociedad Geográfica de Rusia, la National Geographic Society, el Organismo Internacional de la Sociedad Planetaria (EE. UU.), el Consejo Internacional de Coordinación de la Cuestión del Medio Ambiente Histórico y Cultural de la Región Ártica y de la Oficina del Comité Nacional de la UNESCO.